# Општина Ваља Сеака (Бакау)
Ваља Сеака (рум. Valea Seacă) општина је у Румунији у округу Бакау.
Oпштина се налази на надморској висини од 215 m.